# Jordan Patrick Smith
Jordan Patrick Smith (Fife, 18 giugno 1989) è un attore britannico.
Dopo essere apparso in ruoli minori, Smith è stato scelto come Andrew Robinson nella soap opera australiana Neighbours. Il retroscena del personaggio è stato modificato per accogliere l'accento scozzese di Smith. 
Smith ha finito le riprese di Neighbours nel 2012. Da allora è apparso nel film Unbroken e nelle serie TV storiche Banished e Vikings.

## Biografia
Smith è nato a Fife, in Scozia. Ha frequentato il liceo di St Columba e giocato a calcio per l'accademia giovanile di Dunfermline.
Dopo una vacanza in Australia nel 2001, la famiglia di Smith si innamorò del paese e decise di emigrare. Si sono trasferiti a Brisbane nel 2003 quando Smith aveva tredici anni. Ha frequentato il Carmel Catholic College. Smith fu incoraggiato a provare a recitare da un amico.
Ha una relazione con Emily Wetzel.

### Carriera
Dopo aver terminato la scuola, Smith ha frequentato numerosi corsi di recitazione ed è apparso in alcuni spot pubblicitari. In precedenza è apparso in H2O, nel quale ha interpretato un surfista. Smith ha anche avuto ruoli in Perché a me? e Home and Away.
Durante i suoi lavori da attore, Smith lavorava come operaio.
Nel 2009 gli è stato offerto il ruolo di Andrew Robinson nella fortunata soap-opera Neighbours. 
Smith ha ammesso si è dovuto cambiare la storia di fondo del suo personaggio a causa del suo accento scozzese. Inizialmente, Andrew doveva essere cresciuto in Brasile, ma la forza dell'accento di Smith significava che questo doveva essere cambiato. Ha anche dichiarato di aver dovuto "affinare" il suo accento per essere compreso dagli altri membri del cast e dal pubblico. Smith ammise che, se non avesse interpretato il ruolo di Andrew Robinson, gli sarebbe piaciuto interpretare il ruolo del compagno  Lucas Fitzgerald, interpretato dalla sua co-protagonista Scott Major.
Mentre stava apparendo in Neighbours, Smith risiedeva con la sua co-protagonista Chris Milligan, che interpretava Kyle Canning.
Il 26 novembre 2012 è stato annunciato che Smith avrebbe lasciato i registi.
Ha fatto la sua apparizione sul grande schermo come Andrew il 29 marzo 2013. Smith è stato il protagonista di Unbroken di Angelina Jolie nel ruolo di Cliff, un prigioniero australiano che viene portato in un campo di prigionia giapponese nella Seconda Guerra Mondiale.
Nel 2015, Smith ha iniziato a comparire nella serie della BBC, Banished.
Si è unito al cast di Vikings come Ubbe nel 2016. Smith era in Australia quando ha deciso di registrare un'audizione per lo spettacolo. Fu invitato all'audizione di persona due giorni dopo e si assicurò il ruolo. Smith vive in Irlanda mentre sta girando la serie.

## Filmografia

### Cinema
- Rovine (The Ruins), regia di Carter Smith (2008)
- Kerion, regia di Glenn Ellis (2014)
- Unbroken, regia di Angelina Jolie (2012)

### Televisione
- Perché a me? (Mortified) – serie TV, 1 episodio (2006)
- H2O – serie TV, 6 episodi (2007-2010)
- Home and Away – serial TV, 3 puntate (2008)
- Neighbours – serial TV, 695 puntate (2009-2013)
- Banished – serie TV, 5 episodi (2015)
- Vikings – serie TV (2016-2020)
- Lovecraft Country - La terra dei demoni (Lovecraft Country) – serie TV, 7 episodi (2020)